# Saint-Rémy-au-Bois
Saint-Rémy-au-Bois là một xã ở tỉnh Pas-de-Calais, vùng Hauts-de-France, Pháp.

## Địa lý
Saint-Rémy-au-Bois có cự ly 10 mile (16 km) về phía đông nam Montreuil-sur-Mer trên đường D129. 

## Dân số
| 1962                                                         | 1968 | 1975 | 1982 | 1990 | 1999 | 2006 |
| ------------------------------------------------------------ | ---- | ---- | ---- | ---- | ---- | ---- |
| 159                                                          | 163  | 122  | 118  | 100  | 111  | 126  |
| Số liệu điều tra dân số từ năm 1962, dân số chỉ tính một lần |      |      |      |      |      |      |

## Địa điểm nổi bật
- Nhà thờ St. Rémy, thế kỷ 18